# Drosophila arizonae
Drosophila arizonae är en tvåvingeart som beskrevs av Ruiz, Heed och Wasserman 1990. Drosophila arizonae ingår i släktet Drosophila och familjen daggflugor.
Artens utbredningsområde är delstaten Arizona i USA.